# Круг чтения

## Произведение Л. Н. Толстого
«Круг чте́ния» — религиозно-философское произведение Льва Толстого, выполненное в виде литературного коллажа афоризмов писателей различных эпох и направлений мысли. Книга стала идейно-художественным итогом многолетней работы Толстого, своеобразным повторением и претворением в малых афористических формах проблем и тем предшествующих произведений. Издано произведение было лишь в 1928 году к столетию со дня рождения писателя, на предыдущие же попытки издания (1906−1908 — прижизненное) и на второе (декабрь 1910 — посмертное) издания Комитетом по делам печати был наложен арест, снятый только после исключения из этого сочинения многих основополагающих мест. На протяжении трёх последующих десятилетий этот сборник не переиздавался.
Текст «Круга чтения» рубрицирован по принципу календаря: название рубрик состоит из порядкового номера календарного дня, наименования календарного месяца и подзаголовка — темы рубрики, под которую подобраны афоризмы. Такая система рубрикации осталась от прототипа «Круга чтения» — «Календаря с пословицами на 1887 год». В «Круге чтения», в отличие от прототипа, нет привязки к календарному году, это произведение предполагается как настольная книга читателя для ежедневного чтения, каковой она стала и для самого Толстого, о чём свидетельствуют многочисленные упоминания о ней в дневниковых записях последних лет его жизни. Эта книга была с Толстым даже после его ухода из Ясной Поляны в октябре-ноябре 1910 года, и удивительным образом день смерти Толстого, 7 ноября, совпал с днем «Круга чтения», озаглавленным «Бессмертие».

## Условное понятие
Как условное понятие словосочетание «круг чтения» может означать совокупность различных текстов в виде бумажных книг или электронных носителей. Также понятие «круг чтения» может включать части лексикона человека из прочитанных текстов, в немалой степени характеризуя уровень культурной грамотности индивида.
Например:
- «У него был широкий круг чтения, он хорошо знал испанскую и итальянскую, а также французскую и английскую литературу.» (Патрик Гардинер, Артур Шопенгауэр. Философ германского эллинизма)[3];
- «Вначале мне казалось, что она выбирает мне чтение произвольно, но потом я поняла, что мой круг чтения весьма ограничен.» (Джей Лейк, Зеленая, 2012)[3];
- «Круг чтения подростка в библиотеке отца вряд ли ограничивался французами.» (Пётр Палиевский, Пушкин и тайны русской культуры, 2023)[3];
- «В круг чтения грамотного древнерусского человека входили в первую очередь переводные книги.» (Ирина Лукьянова, Экспресс-курс по русской литературе. Все самое важное, 2021)[3].